# Tank (cantor)
Durrell Artaze Babbs (nascido em 1 de janeiro de 1976), mais conhecido pelo seu nome artístico Tank, é um cantor, compositor, ator e produtor musical estado-unidense de R&B. Ele começou sua carreira como um membro da equipe de backing vocal da cantora Aaliyah, e assinou seu primeiro contrato de gravação com a gravadora, Blackground Records, como artista principal no ano de 1998. 
Tank possui em sua carreira, quatro indicações ao prêmios Grammy e também formou o trio de R&B TGT com os cantores Ginuwine e Tyrese Gibson no ano de 2007. Tank também já trabalhou como compositor e produtor para outros artistas, incluindo Kelly Rowland, Chris Brown, Monica, Jamie Foxx, Omarion, LeToya Luckett, NLT e KeKe Wyatt. 
Tank também possui empreendimentos como a sua própria gravadora R&B Money e o podcast homônimo criado em 2022 com o cantor J. Valentine, que faz entrevistas com nomes do mundo do R&B.

## Discografia
- Force of Nature (2001)
- One Man (2002)
- Sex, Love & Pain (2007)
- Now or Never (2010)
- This Is How I Feel (2012)
- Stronger (2014)
- Sex Love & Pain II (2016)
- Savage (2017)
- Elevation (2019)
- R&B Money (2022)

## Links externos
- Website oficial
- Tank. no IMDb.